# Georg Ruby

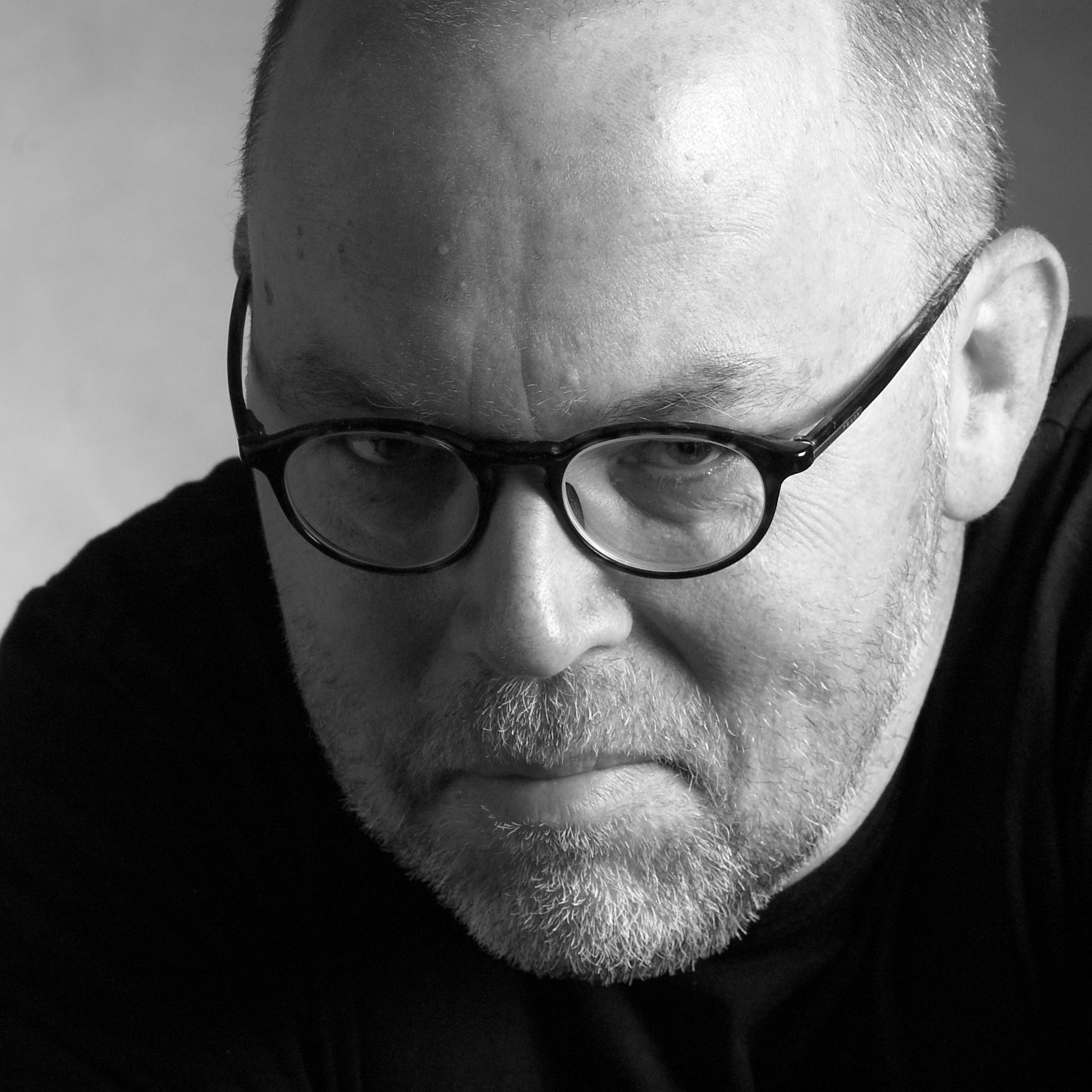
Georg Ruby (2009)

Georg Ruby (* 16. Dezember 1953 in Diez) ist ein deutscher Jazzmusiker (Pianist, Komponist und Arrangeur für Jazzorchester). Ruby hat sich in der deutschen Jazzszene durch sein Solo-Piano-Spiel und seine interaktiven Konzepte innerhalb kleiner Formationen einen Namen gemacht. Gleichzeitig arbeitet er als Leiter verschiedener großformatiger Jazzorchester.

## Leben und Wirken
Nach dem Abitur am Friedrich-Wilhelm-Gymnasium in Trier (1974) studierte Georg Ruby an der Hochschule für Musik und Tanz in Köln Klarinette und Klavier. Gemeinsam mit anderen Musikern gründete er 1978 die Kölner Jazz-Haus-Initiative. Seit 1980 spielte er als Pianist in der Kölner Jazz Haus Big Band („Open Lines“, 1980), für die er auch komponierte; 1984 war er Mitbegründer des „Ersten Kölner Weltorchester“. Seit 1989 leitet er sein Blue Art Orchestra mit mittlerweile (2023) vier CD-Veröffentlichungen; darüber hinaus leitete er als musikalische Förderprojekte von 1984 bis 1997 das Jazzorchester Rheinland-Pfalz, zwischen 1998 und 2003 das Berliner-Jugend-Jazz-Orchester, das JugendJazzOrchester Saar bis 2011. Ruby beschränkt sich in seiner Big-Band-Arbeit nicht nur auf die Bandleitung, sondern steuert als Komponist und Arrangeur eigenes Material bei. In kleinerer Besetzung arbeitete er zusammen mit dem Kölner Saxophonisten Wollie Kaiser, ist Kopf der Formation Georg Ruby Village Zone, zu Beginn mit Dieter Manderscheid und Christian Thomé, später mit Ulla Oster und Nils Tegen, aktuell mit Stephan Goldbach und Daniel „D-Flat“ Weber. Mit Claas Willeke und Oliver Strauch bildete er das Trio Willeke-Ruby-Strauch. Sein Projekt mit dem luxemburgischen Bassklarinettisten Michel Pilz, Deuxième Bureau wurde im Jahre 2011 vom New York Jazz Report zur CD des Jahres gewählt.
Seine Konzertreisen führten Ruby auf alle Kontinente; er stellte sich mit unterschiedlichen Formationen auf zahlreichen internationalen Festivals vor. Weiterhin arbeitete Georg Ruby mit der Düsseldorfer Malerin und Autorin Johanna Hansen zusammen. Ihr gemeinsames Werk „Mein Schlafplatz mein Sprachschatz – Ein literarisch-musikalisches-bildnerisches Projekt“ ist als Buch-Hörbuch erschienen. 
Ruby ist nicht nur als aktiver Musiker tätig. 1995 wurde er zum Leiter des Jazz-Bereichs an der Musikhochschule des Saarlandes in Saarbrücken berufen; 2002 wurde er dort zum Professor ernannt. Diese Funktion übte er bis 2019 aus. Er ist Mitbegründer des Kölner Jazz Haus im Stadtgarten sowie Kurator und Geschäftsführer des CD-Labels JazzHausMusik.
Ruby war zudem 2019 Mitglied der Jury zur Auswahl des „Hörspiels des Monats“ / „Hörspiels des Jahres“ der Deutschen Akademie der Darstellenden Künste in Zusammenarbeit mit den Rundfunkanstalten der ARD, sowie des ORF (Österreichischer Rundfunk) und des SRF (Schweizer Radio und Fernsehen).

## Preise und Auszeichnungen
- 1996 war Georg Ruby mit seinem Kölner Blue Art Orchestra Preisträger des in Gera ausgetragenen Deutschen Orchesterwettbewerbs in der Sparte Jazz.
- 1987 erhielt seine Duo-Produktion Ruby Domesticus Vulgaris (mit dem Saxophonisten Wollie Kaiser) im Cadence-Poll New York die Auszeichnung „beste ausländische Produktion des Jahres“.
- 2012 wurde die Produktion des Duos Georg Ruby/Michel Pilz, Deuxième Bureau (JHM) vom The New York City Jazz Record zum Album des Jahres gewählt.
- 2018 wurde die Produktion Georg Ruby Piano Solo Windmills (JHM) für den „Preis der Deutschen Schallplattenkritik“ 1/2018 (Longlist) nominiert.
- 2019 wurde die Trio-Produktion Georg Ruby VILLAGE ZONE (JHM) vom Onlinemagazin All About Jazz unter die zwölf international besten Produktionen des Jahres gewählt.
- 2019 wurde die Produktion Georg Ruby VILLAGE ZONE (JHM) für den „Preis der Deutschen Schallplattenkritik“ 3/2019 (Longlist) nominiert.

## Diskographische Hinweise
- 1982 – Wittek/Kaiser/Manderscheid & Ruby: Moers-Duisburg-Köln / JHM 018
- 1986 – Georg Ruby & Wollie Kaiser: Ruby Domesticus Vulgaris / JHM 026
- 1986 – Dioko (Ruby-Manderscheid-Kobialka): Helix / JHM 029
- 1987 – Norbert Stein Pata Orchester: Die 5 Tage / JHM 031
- 1993 – Strange Loops / JHM 057 (mit Claudio Puntin)
- 1993 – Gabriele Hasler / Georg Ruby / Spider's Loveson / FM 211893
- 1997 – Georg Ruby & Blue Art Orchestra: Fly / rubyRec 01
- 1999 – Georg Ruby & Blue Art Orchestra: Clair-Obscur / rubyRec 02
- 2002 – Georg Ruby Village Zone: Mackeben Revisited – The Ufa Years / JHM 121 (mit Dieter Manderscheid)
- 2004 – Georg Ruby & Blue Art Orchestra: The Topaz Session / rubyRec 03
- 2008 – Georg Ruby: Personal Songbook (Piano Solo) / JHM 175
- 2009 – Georg Ruby Village Zone: Deconstruction Service / JHM 177 (mit Wollie Kaiser, Ulla Oster und Nils Tegen)
- 2010 – Georg Ruby & Blue Art Orchestra: Sketches of a Working Band / JHM 192
- 2011 – Georg Ruby - Michel Pilz: Deuxième Bureau / JHM 205
- 2015 – Ruby-Pilz-Weber & Brochier: Rimbaud #4 / JHM 231
- 2015 – JassLab de Cologne feat. Georg Ruby: Eins und Eins / JHM 236
- 2016 – Georg Ruby - Johanna Hansen: Mein Schlafplatz mein Sprachschatz – Ein literarisch-musikalisches-bildnerisches Projekt /
- JHM 244 / Onomato Verlag
- 2018 – Georg Ruby: Windmills (Piano Solo) / JHM 249
- 2019 – Village Zone / JHM 262 (mit Stephan Goldbach und Daniel Weber)
- 2021 – Georg Ruby Village Zone: Saluti a Peppino / JHM 279 (mit Stephan Goldbach, Daniel Weber sowie Sascha Ley)
- 2023 – Georg Ruby & Sascha Ley: The Laughter of the Red Moon / JHM 309[2]
- 2025 – Georg Ruby: Soliloquies (Piano Solo) / JHM 318

## Lexigraphische Einträge
- Wolf Kampmann (Hrsg.), unter Mitarbeit von Ekkehard Jost: Reclams Jazzlexikon. Reclam, Stuttgart 2003, ISBN 3-15-010528-5.
- Martin Kunzler: Jazz-Lexikon. Band 2: M–Z (= rororo-Sachbuch. Bd. 16513). 2. Auflage. Rowohlt, Reinbek bei Hamburg 2004, ISBN 3-499-16513-9.